# Carlos Sainz
Carlos Sainz Cenamor (Madrid, 12 aprile 1962) è un pilota di rally spagnolo, vincitore di due edizioni del campionato del mondo rally (1990 e 1992) e di quattro edizioni del Rally Dakar (2010, 2018, 2020 e 2024). 
È padre di Carlos Sainz Jr., anch'egli pilota.

## Carriera

### Campionato del mondo rally

#### Inizi
Fa il suo debutto nei rally nel 1980, all'età di 18 anni. Nel 1986 si classifica al secondo posto nel campionato spagnolo rally a bordo di una Renault 5 Turbo del gruppo B. Si laureerà poi campione nel 1987 e nel 1988, alla guida di una Ford Sierra RS Cosworth.

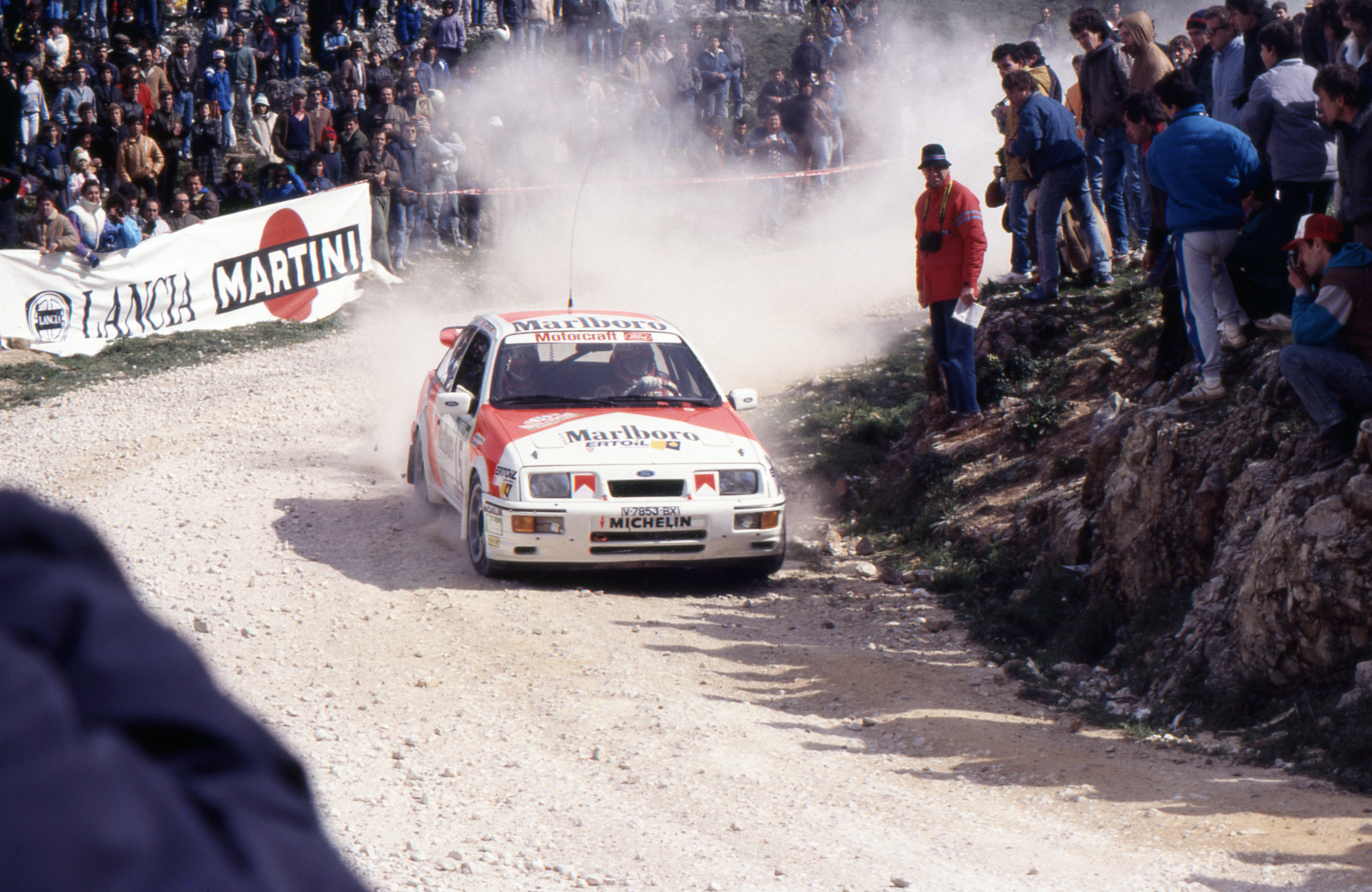
Sainz su Ford Sierra RS Cosworth in Portogallo, 1988.

Nel 1987 fa il suo debutto nel campionato del mondo rally, facendo alcune uscite a bordo della Sierra utilizzata in Spagna. Nella prima gara disputata, il Rally del Portogallo, vince subito una prova speciale, ma è poi costretto al ritiro nelle fasi successive. Si classifica poi settimo al Tour de Corse e ottavo al RAC Rally. L'anno successivo ottiene la possibilità di disputare alcune gare nel team ufficiale Ford, scegliendo come nuovo copilota il connazionale Luis Moya, che lo accompagnerà per i successivi 15 anni. Si classifica quinto al Tour de Corse e al Rally di Sanremo e settimo al RAC Rally.
A quel tempo Ford era un concorrente di secondo piano nella scena dei rally, dal momento che la sua Sierra a due ruote motrici era decisamente meno competitiva rispetto ai prototipi a quattro ruote motrici prodotti da altri costruttori. Per questo motivo Sainz e il suo compagno di squadra Didier Auriol, entrambi giovani talenti in rampa di lancio, hanno scelto entrambi di accasarsi al termine della stagione con costruttori più blasonati. Mentre il francese passa in Lancia, a quel tempo considerata la casa più competitiva, Sainz viene contattato da Ove Andersson, direttore del Toyota Team Europe, reparto corse della casa giapponese, che lo mette sotto contratto per la stagione successiva.

#### Toyota
All'arrivo di Sainz la Toyota Celica era considerata una vettura competitiva nei rally più lunghi e duri, come il Safari Rally, ma non era ritenuta in grado di poter lottare per il titolo mondiale. La nuova accoppiata ha però rapidamente cambiato le cose. Nel 1989 Sainz inizia con quattro ritiri, ma riesce poi a ottenere tre podi consecutivi. Nel frattempo il suo compagno di squadra, il due volte campione del mondo, Juha Kankkunen, aveva ottenuto la vittoria al Rally d'Australia. All'ultimo evento stagionale, il RAC Rally, Sainz si porta in testa fino alle fasi finali, ma è poi costretto al ritiro a causa di un guasto meccanico.

Sainz (a destra) e il suo navigatore Luis Moya festeggiano il podio al Sanremo del 1990, che permise loro di vincere il primo titolo piloti rally.

Nel 1990 Kankkunen passa in Lancia, permettendo a Sainz di essere promosso al ruolo di primo pilota, affiancato da Armin Schwarz e Mikael Ericsson. Dopo aver perso per un soffio il Rally di Monte Carlo e il Tour de Corse, concludendo dietro alla Lancia di Auriol, e aver battagliato con Miki Biasion per la vittoria del Rally del Portogallo, al Rally dell'Acropoli Sainz vince finalmente il suo primo evento a bordo della Celica ST165, avendo la meglio sulle Lancia Delta di Biasion e Kankkunen e sulla Celica del suo compagno di scuderia Ericsson. Con questo successo Sainz diventa il primo pilota spagnolo a vincere una prova del mondiale rally e, complice il contestuale ritiro di Auriol, si porta in testa al mondiale. Successivamente si aggiudica anche il Rally di Nuova Zelanda e, dopo aver terminato al secondo posto in Argentina, diventa il primo pilota non scandinavo a vincere il Rally di Finlandia. Terminerà poi alle spalle di Juha Kankkunen al Rally d'Australia. Arrivato al Rally di Sanremo, ha bisogno di un terzo posto per laurearsi campione del mondo, ma danneggia gravemente la sua vettura dopo una brutta uscita di strada. Grazie al lavoro dei meccanici Toyota, che riescono a rimettere in sesto un'auto che sembrava destinata al ritiro, riesce a proseguire il rally classificandosi al terzo posto necessario per aggiudicarsi il mondiale. Chiuderà poi la stagione con una vittoria al RAC Rally. La sua vittoria ha interrotto il dominio della Lancia, che perdurava fin dall'avvento del Gruppo A nel 1987.
Nel 1991 Sainz è protagonista di un'avvincente battaglia con la Lancia di Kankkunen. I due ottengono 5 vittorie a testa; è la prima volta nella storia del WRC che due piloti riescono ad ottenere così tante vittorie in una sola stagione. All'ultima gara della stagione il RAC Rally, Sainz è in testa alla classifica con un punto di vantaggio su Kankkunen, ma quest'ultimo riesce ad aggiudicarsi il suo terzo mondiale in carriera vincendo l'evento davanti a Kenneth Eriksson e allo spagnolo. Curiosamente i punti ottenuti dai due piloti, rispettivamente 150 e 143, sarebbero stati sufficienti per vincere il titolo nella stagione precedente, dal momento che Sainz ne aveva ottenuti 140.

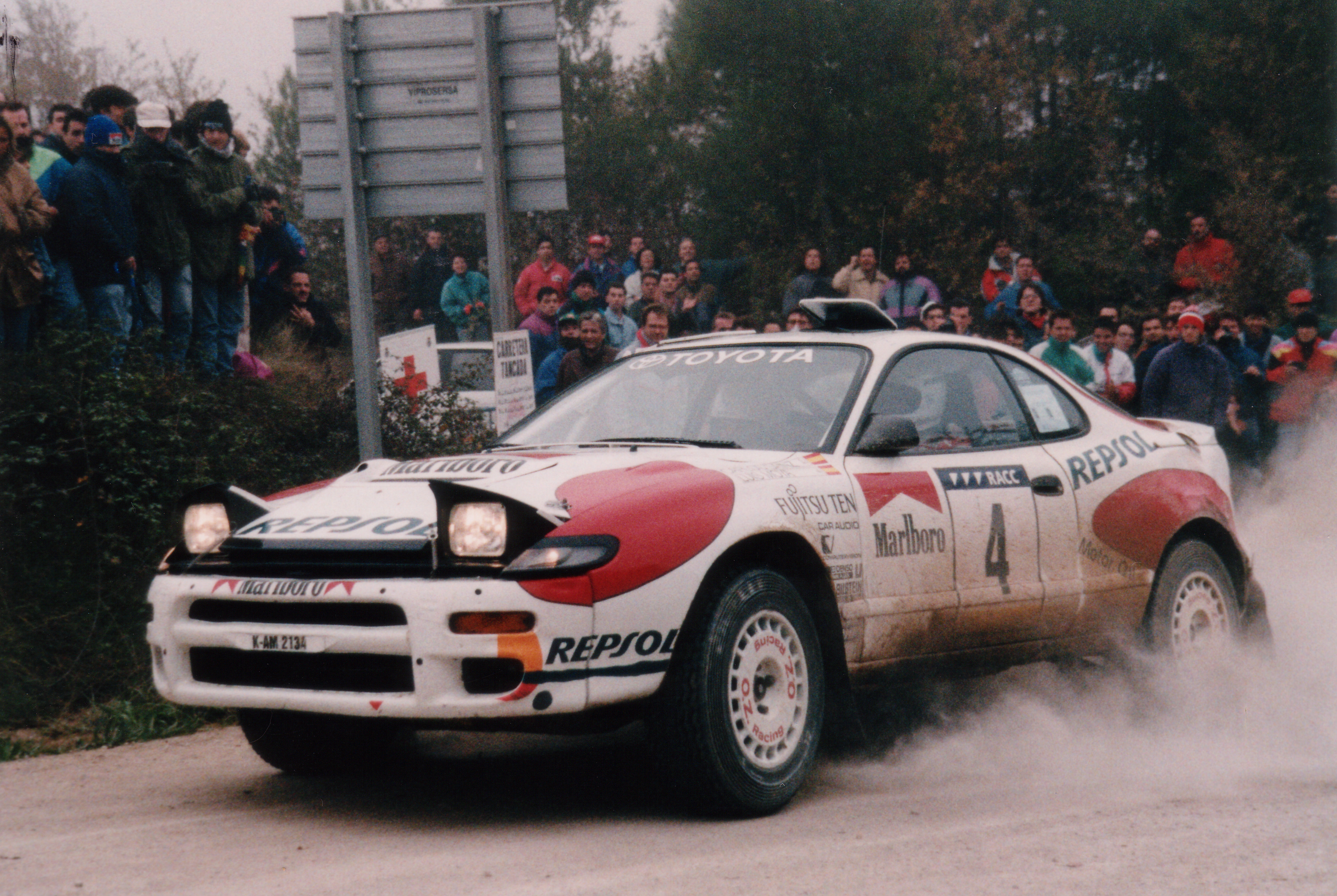
Sainz su Toyota Celica Turbo 4WD in Catalogna, 1992.

Nel 1992 la Toyota ha sostituito la Celica ST165 con la nuova ST185. Nella prima parte della stagione Sainz vince solo il Safari Rally, mentre il rivale Auriol ottiene il record di 6 vittorie in un singolo campionato (che verrà poi battuto anni dopo da Sébastien Loeb), spesso precedendo proprio il pilota spagnolo. Sainz vince successivamente in Nuova Zelanda e, mentre Auriol accumula diversi ritiri per incidenti e guai tecnici, fa suo anche il Rally di Catalogna e riapre il campionato. Nell'ultima gara, in Gran Bretagna, Auriol si ritira nuovamente per una candela difettosa, permettendo a Sainz di vincere la gara e il secondo titolo in carriera.
In suo onore è stata prodotta una serie limitata di 440 Celica ST185, che recava una targhetta con il suo nome e decalcomanie speciali sulla carrozzeria. Le vetture sono state vendute in Regno Unito nel 1992 nel tentativo di capitalizzare i due titoli mondiali ottenuti da Sainz con il team ufficiale. Queste facevano parte del lotto di 5000 esemplari prodotti per garantire alla ST185 l'omologazione necessaria per poter competere nel WRC. Si dice che lo spagnolo possieda ancora l'esemplare regalatogli da Toyota e lo usi per recarsi alle partite del Real Madrid allo stadio Santiago Bernabéu.

#### Lancia

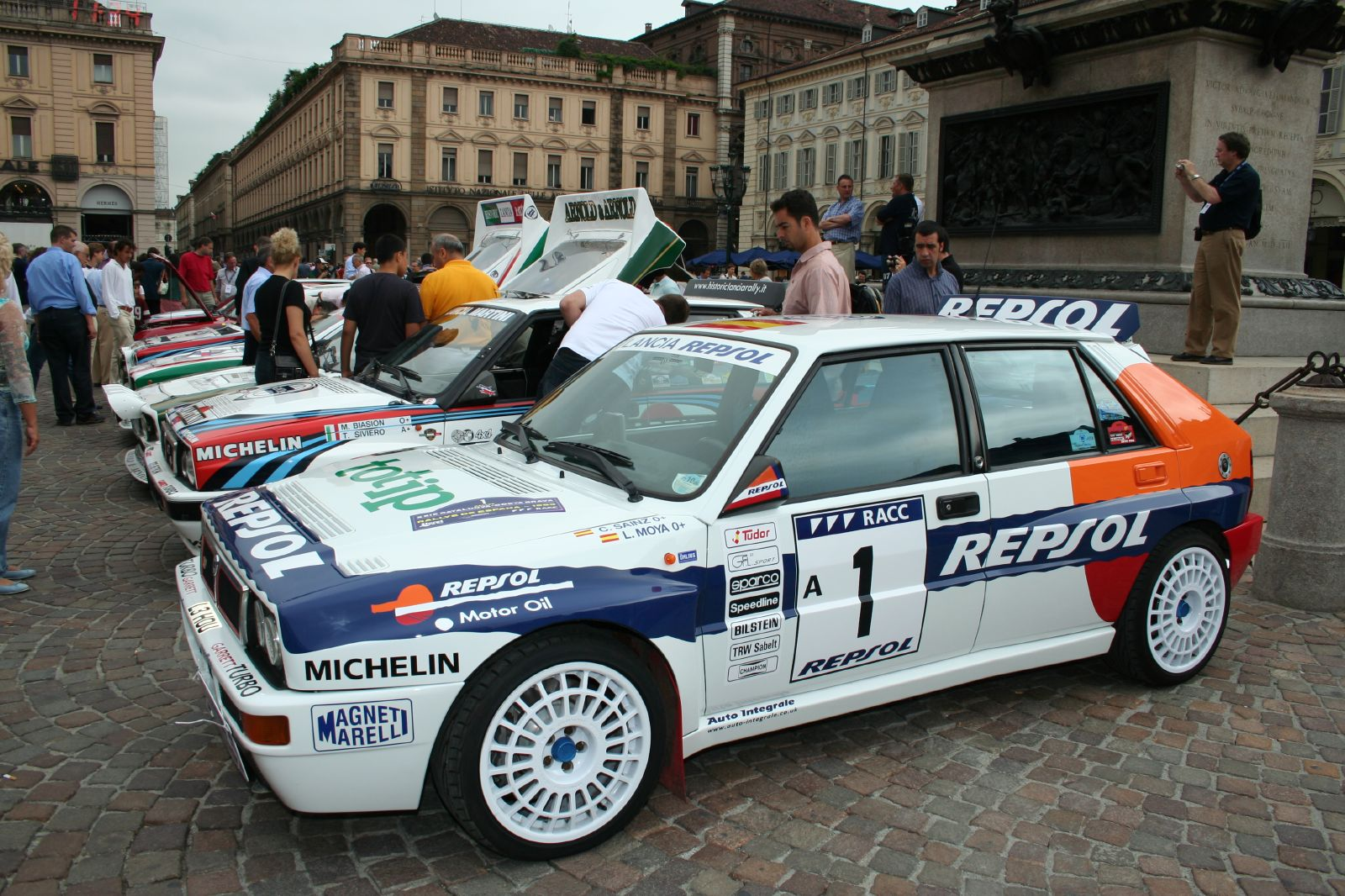
La Lancia Delta HF Integrale guidata da Sainz nella stagione 1993

Nel 1993 la Toyota ha firmato un contratto di sponsorizzazione con la Castrol, rivale di Repsol, sponsor personale di Sainz. Questo ha costretto lo spagnolo a lasciare la casa giapponese dopo quattro anni e due titoli mondiali per accasarsi alla Lancia. Il costruttore italiano stava in quel periodo ridimensionando la sua presenza nel WRC, avendo chiuso il reparto corse e utilizzando come struttura ufficiale la scuderia privata Jolly Club. Lancia aveva vinto il titolo costruttori nei 6 anni precedenti, ma la Delta era ormai un progetto piuttosto datato e gli aggiornamenti alquanto rari. Fin dalle prime gare della stagione 1993 le più moderne Toyota, Subaru e Ford si dimostrano più competitive. Sainz ottiene il suo unico podio stagionale al Rally dell'Acropoli, dove si classifica secondo. Ottiene un podio anche al Rally di Sanremo, ma la squadra italiana viene successivamente squalificata per aver utilizzato un carburante illegale. Chiude la stagione all'ottavo posto, lontano dalla Toyota del rivale Kankkunen. Al termine della stagione la Lancia ha deciso di cessare definitivamente il suo coinvolgimento nel mondiale rally.

#### Subaru
Nel 1994 firma un contratto biennale con la Subaru, dove ha sostituito Ari Vatanen. L'esperienza e le abilità di Sainz si rivelano fondamentali nello sviluppo della Impreza, modello piuttosto recente che si apprestava a darsi battaglia con le più blasonate Toyota e Ford. Il campionato è inizialmente piuttosto combattuto e vede coinvolte nella lotta per il titolo le Toyota di Auriol e Kankkunen, le Subaru di Sainz e del giovane compagno di squadra Colin McRae e la Ford di François Delecour. Proprio quest'ultimo si infortuna a causa di un incidente ed è costretto ad abbandonare la lotta per il titolo. Lentamente anche Kankkunen e McRae si sfilano, lasciando i soli Sainz ed Auriol in lotta alla vigilia dell'ultima gara. Al RAC Rally, tuttavia, un'uscita di strada dello spagnolo consegna il titolo al francese.
Nel corso della prima parte della stagione 1995 Sainz si gioca la testa della classifica con le Toyota di Auriol e Kankkunen. Le Subaru Impreza 555 sono ormai al livello delle rivali giapponesi, che hanno dominato il quinquennio precedente, mentre le Ford sono ormai la terza forza. A metà stagione, tuttavia, lo spagnolo annuncia l'intenzione di lasciare Subaru a fine anno. La seconda parte dell'annata ha visto una furiosa rimonta di McRae. I due compagni di squadra sono inoltre stati protagonisti di una controversia durante il Rally di Catalogna, quando lo scozzese, che si trovava in testa, ha ricevuto l'ordine di rallentare per far passare lo spagnolo. I due sono poi arrivati a pari punti in testa alla classifica all'ultimo rally, in Gran Bretagna. La vittoria di McRae gli ha consentito di aggiudicarsi il titolo mondiale, mentre Sainz si è dovuto accontentare del secondo posto in gara e in classifica.

#### Ford

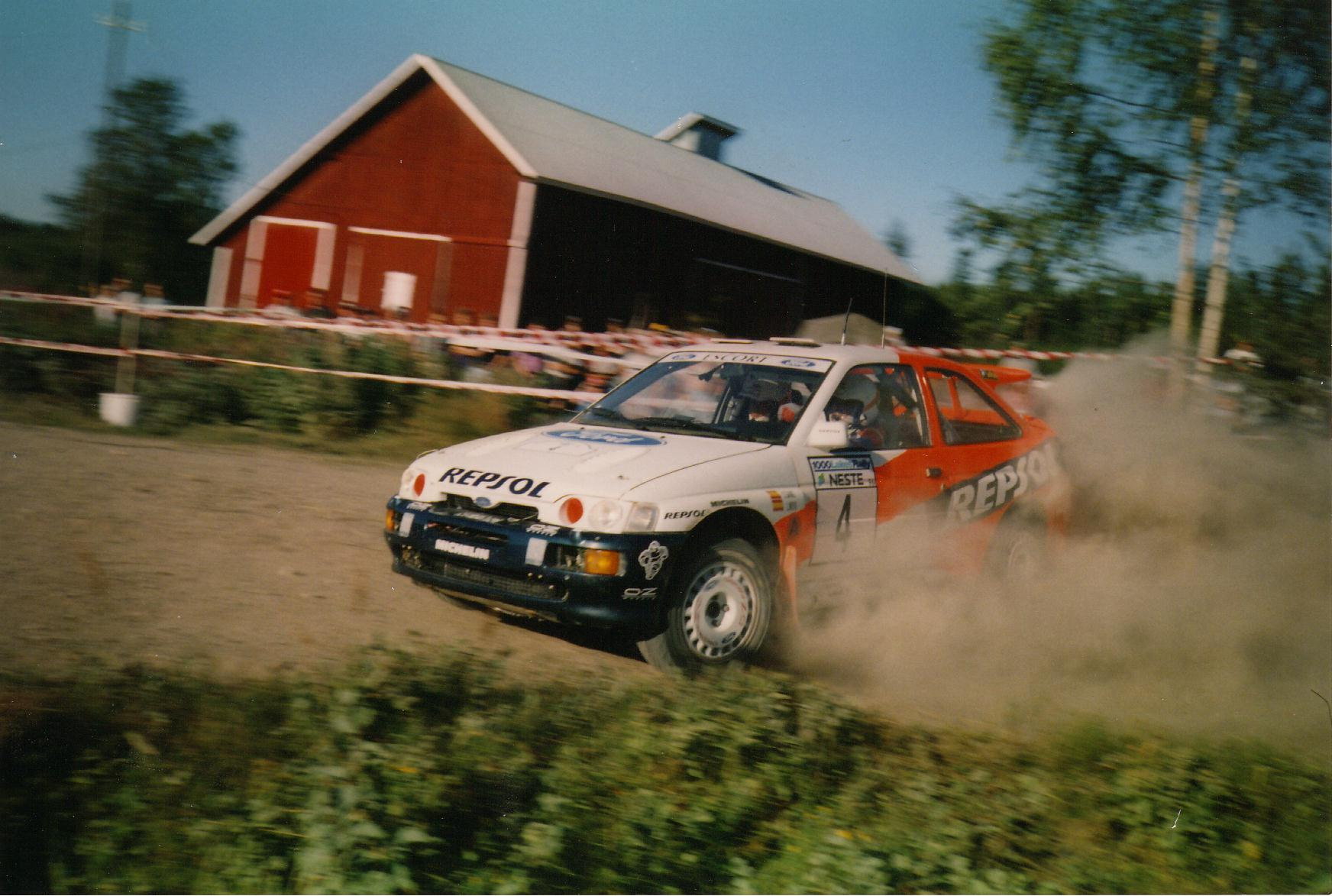
Sainz in azione su Ford Escort RS Cosworth in Finlandia, 1996.

Sainz aveva firmato un contratto con la Toyota per tornare alla casa giapponese nel 1996. Quest'ultima è stata tuttavia travolta da uno scandalo a causa di una modifica illegale alle flange del turbo delle sue vetture e squalificata per una stagione. Lo spagnolo si è allora accasato alla Ford, firmando un contratto biennale e portando con sè Repsol come sponsor. Nel nuovo team trova una vettura, la Ford Escort RS Cosworth, ormai piuttosto datata e decisamente meno competitiva rispetto alle Subaru e alle Mitsubishi. Nonostante una vittoria al Rally d'Indonesia e ben cinque podi, si classifica al terzo posto nel mondiale dietro a Tommi Mäkinen e a McRae.
Nel 1997 Ford ha introdotto una nuova vettura, la Ford Escort WRC. Nonostante ciò anche il nuovo modello non riesce a competere con Mitsubishi e Subaru. Il campionato si rivela essere ancora una volta una lotta a due tra Mäkinen e McRae, con il finlandese che si aggiudica il suo secondo titolo mondiale consecutivo con un solo punto di vantaggio sullo scozzese. Sainz si aggiudica il Rally d'Indonesia e il Rally dell'Acropoli, ma si deve accontentare del terzo posto finale in classifica. A fine stagione partecipa e vince la Race of Champions, una manifestazione riservata ai piloti di rally più forti caratterizzata da eventi ad eliminazione diretta con vetture a rotazione.

#### Ritorno alla Toyota
Nel 1998 fa ritorno alla Toyota, che era nel frattempo rientrata nel WRC e aveva appena lanciato la nuova Corolla WRC. Qui ritrova anche il rivale Didier Auriol. La nuova vettura si dimostra fin da subito in grado di combattere con Mitsubishi e Subaru, permettendo a Sainz di iniziare la stagione con una vittoria al Rally di Montecarlo. Mäkinen precede poi lo spagnolo in Svezia ed entrambi si ritirano al Safari Rally, mentre al Rally di Portogallo è McRae a spuntarla di appena due secondi su Sainz. Al Rally di Spagna la battaglia è tutta in casa Toyota, ma un errore relega Sainz al settimo posto, consentendo ad Auriol di vincere la gara. Al Tour de Corse si classifica solo ottavo, mentre al Rally d'Argentina è secondo dietro a Mäkinen. In Nuova Zelanda le Corolla si rivelano nuovamente le auto da battere e, dopo un intenso duello, Sainz riesce a strappare la vittoria ad Auriol. Al Rally di Finlandia vince nuovamente Mäkinen davanti a Sainz, mentre al Rally di Sanremo lo spagnolo è solo quarto.
La penultima gara della stagione, svoltasi in Australia, è ricca di tensioni. Mäkinen viene inizialmente penalizzato di un minuto per via di una lieve irregolarità, per poi essere assolto tra le polemiche. Il rally australiano vede comunque un duello senza precedenti tra Mäkinen, Auriol, McRae e Sainz. Alla fine, a spuntarla sarà il finlandese della Mitsubishi, che supera di due punti in classifica generale Sainz, giunto secondo. McRae, invece, con un quarto posto finale dietro ad Auriol è costretto a dire addio ai suoi sogni iridati. L'ultimo rally in calendario, in Gran Bretagna, è quindi decisivo. Mäkinen scivola su una macchia d'olio lasciata da un'auto storica in una gara di contorno, distrugge una ruota ed è costretto alla resa. Sainz amministra e lascia Richard Burns e McRae a combattere per la vittoria. A trecento metri dall'arrivo però la Corolla WRC dello spagnolo si ferma con il motore rotto, mandando letteralmente in fumo, tra lo stupore generale, il titolo che pareva già in tasca al madrileno.
Nel 1999 Sainz si ripresenta ai nastri di partenza a bordo di una Corolla WRC ufficiale. La stagione si dimostra però ben al di sotto delle aspettative. Sainz non riesce a vincere nemmeno un rally, venendo spesso sopravanzato dal compagno di squadra Auriol. Come migliori risultati ottiene tre secondi posti al Rally di Svezia, al Rally di Portogallo e al Rally d'Australia, classificandosi al quinto posto finale. Nonostante ciò il suo contributo è stato fondamentale per permettere a Toyota di vincere il titolo costruttori, mentre Mäkinen si è aggiudicato il suo quarto titolo piloti consecutivo. Al termine stagione Toyota ha annunciato il definitivo ritiro dai rally.

#### Ritorno alla Ford

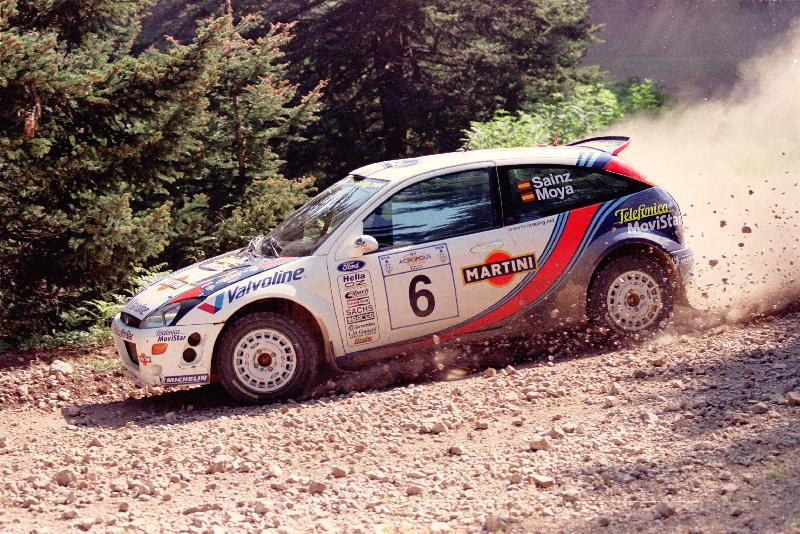
La Ford Focus WRC di Sainz sugli sterrati dell'Acropoli, 2000.

Nel 2000 fa ritorno alla Ford, dove ritrova l'ex compagno e rivale Colin McRae. Nella sua nuova esperienza con il costruttore americano trova una nuova vettura, la Ford Focus WRC, che non si rivela però all'altezza della Subaru e della neoentrata Peugeot. Riesce ad aggiudicarsi il Rally di Cipro, ottenendo anche altri sei podi nel corso della stagione. Nonostante ciò si deve accontentare del terzo posto il classifica generale, dietro a Marcus Grönholm e Richard Burns.
Nella stagione 2001 Sainz non riesce a ottenere vittorie, ma cinque podi e diversi piazzamenti a punti gli permettono di rimanere in lotta per il mondiale fino alle ultime gare. Alla fine si classifica al sesto posto, a soli 11 punti di distanza dal campione di quell'anno Richard Burns. Il compagno di squadra McRae aveva nel frattempo ottenuto tre vittorie, presentandosi al Rally di Gran Bretagna, ultimo evento in programma, in testa alla classifica, ma un ritiro gli aveva fatto perdere il mondiale.
Nella stagione 2002 Sainz ha ottenuto una sola vittoria, al Rally d'Argentina, ereditata in seguito alla squalifica delle due Peugeot di Grönholm e Burns, che si erano classificate ai primi due posti. Questa sarà la sua unica vittoria stagionale e, in una stagione dominata da Grönholm, si classificherà terzo con tre punti di vantaggio sul compagno McRae.

#### Citroën

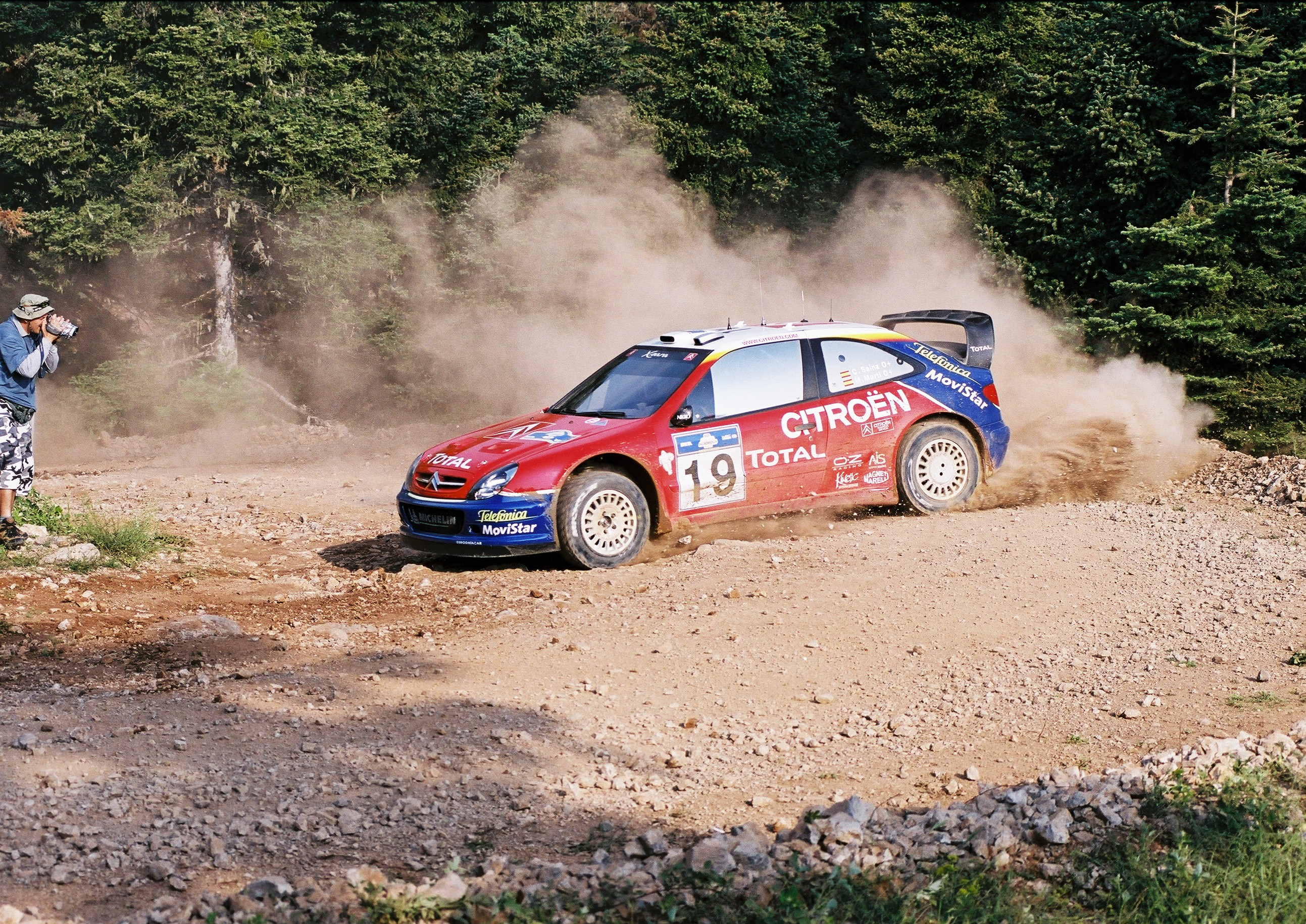
Sainz su Citroën Xsara WRC in Grecia, 2003.

Nel 2003 lo spagnolo passa alla Citroën insieme a McRae. La nuova Xsara WRC si dimostra una delle vetture più competitive del campionato e Sainz è protagonista di una serrata battaglia per il titolo con il compagno di squadra Sébastien Loeb e con la Subaru di Petter Solberg. Alla fine si classificherà terzo, mentre il rivale norvegese si aggiudicherà il titolo piloti.
Confermato anche per il 2004, otterrà la sua ultima vittoria in carriera al Rally d'Argentina. A metà stagione annuncia infatti il suo ritiro dal WRC al termine dell'anno. Nel corso del Rally di Catalogna molti piloti e scuderie lo hanno celebrato, definendolo il miglior pilota nella storia dei rally. In classifica generale è costretto ad accontentarsi del quarto posto, venendo costretto a saltare il Rally d'Australia a causa di un incidente nel prologo. Il mondiale è stato vinto da Loeb, che ha iniziato quella che diventerà una vera e propria dinastia di nove titoli consecutivi.
Nonostante il suo ritiro, nel 2005 è stato richiamato da Citroën per sostituire per un paio di gare François Duval, le cui prestazioni non avevano soddisfatto il costruttore francese. Ottiene due ottimi piazzamenti, un quarto posto al Rally di Turchia e un terzo posto al Rally dell'Acropoli, prima di riconsegnare il volante al collega belga.

### Rally Dakar

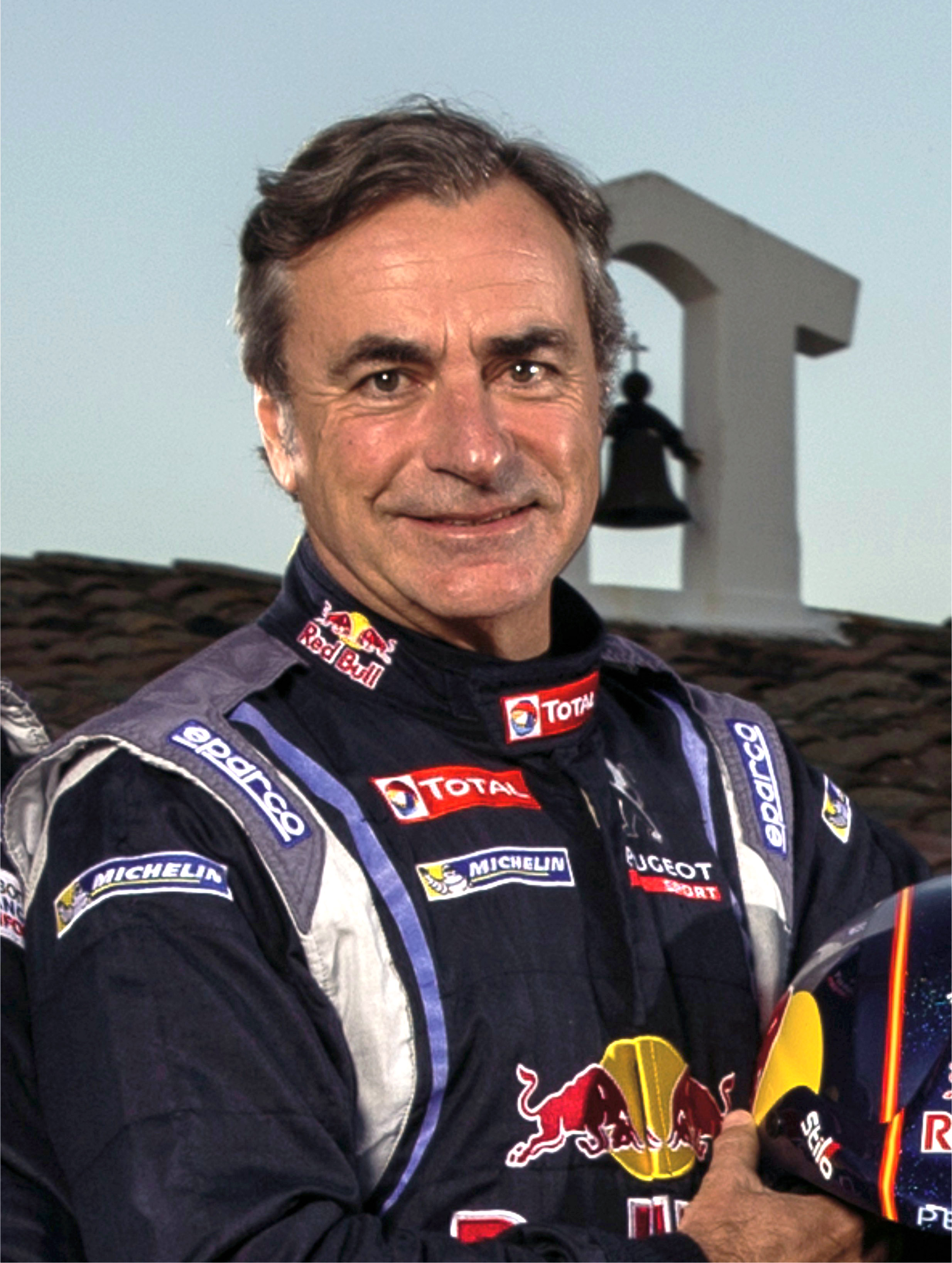
Sainz al Rally Dakar 2014

Abbandonato il Mondiale, nel 2006 e nel 2007 ha partecipato al Rally Dakar, alla guida di una Volkswagen, mostrando ottime doti velocistiche, ma rallentato da problemi tecnici che lo hanno allontanato dalla vittoria.
Ancora con la Volkswagen Sainz partecipa anche alla Dakar 2009, svoltasi in Sud America, con ambizioni di vittoria, ma viene di nuovo ostacolato dalla cattiva sorte. Infatti, dopo aver vinto sei tappe è leader della classifica auto quando uno strano incidente lo costringe al ritiro: durante una prova speciale, in un tratto di fuoripista finisce in un terrapieno di circa quattro metri che a suo dire non era stato segnalato dall'organizzazione della corsa.
Ci riprova nel 2010, riuscendo a portare a casa il primo posto, sempre nella categoria auto, replica il successo nel 2018 con la Peugeot e nel 2020 con la Mini.
Vince l'edizione 2024 su Audi a 61 anni.

## Risultati

### Campionato del mondo rally
| 1987 | Scuderia                          | Vettura                 |  |  |     |  |   |  |  |  |  |  |  |  |   |  |  |  | Punti | Pos. |
| ---- | --------------------------------- | ----------------------- |  |  | --- |  | - |  |  |  |  |  |  |  | - |  |  |  | ----- | ---- |
| 1987 | Marlboro Rally Team RAC de España | Ford Sierra RS Cosworth |  |  | Rit |  | 7 |  |  |  |  |  |  |  | 8 |  |  |  | 7     | 35º  |

| 1988 | Scuderia                       | Vettura                 |  |  |     |  |   |  |  |  |  |   |  |   |   |  |  |  | Punti | Pos. |
| ---- | ------------------------------ | ----------------------- |  |  | --- |  | - |  |  |  |  | - |  | - | - |  |  |  | ----- | ---- |
| 1988 | Carlos Sainz Ford Motor Co Ltd | Ford Sierra RS Cosworth |  |  | Rit |  | 5 |  |  |  |  | 6 |  | 5 | 7 |  |  |  | 26    | 11º  |

| 1989 | Scuderia           | Vettura                     |  |     |     |  |     |     |  |  |   |  |   |  |   |  |  |  | Punti | Pos. |
| ---- | ------------------ | --------------------------- |  | --- | --- |  | --- | --- |  |  | - |  | - |  | - |  |  |  | ----- | ---- |
| 1989 | Toyota Team Europe | Toyota Celica GT-Four ST165 |  | Rit | Rit |  | Rit | Rit |  |  | 3 |  | 3 |  | 2 |  |  |  | 39    | 8º   |

| 1990 | Scuderia           | Vettura                     |   |     |   |   |   |   |   |   |   |   |  |   |  |  |  |  | Punti | Pos. |
| ---- | ------------------ | --------------------------- | - | --- | - | - | - | - | - | - | - | - |  | - |  |  |  |  | ----- | ---- |
| 1990 | Toyota Team Europe | Toyota Celica GT-Four ST165 | 2 | Rit | 4 | 2 | 1 | 1 | 2 | 1 | 2 | 3 |  | 1 |  |  |  |  | 140   | 1º   |

| 1991 | Scuderia           | Vettura                     |   |  |   |     |   |   |   |   |   |     |   |  |     |   |  |  | Punti | Pos. |
| ---- | ------------------ | --------------------------- | - |  | - | --- | - | - | - | - | - | --- | - |  | --- | - |  |  | ----- | ---- |
| 1991 | Toyota Team Europe | Toyota Celica GT-Four ST165 | 1 |  | 1 | Rit | 1 | 2 | 1 | 1 | 4 | Rit | 6 |  | Rit | 3 |  |  | 143   | 2º   |

| 1992 | Scuderia           | Vettura                     |   |  |   |   |   |     |   |   |  |   |  |  |   |   |  |  | Punti | Pos. |
| ---- | ------------------ | --------------------------- | - |  | - | - | - | --- | - | - |  | - |  |  | - | - |  |  | ----- | ---- |
| 1992 | Toyota Team Europe | Toyota Celica GT-Four ST185 | 2 |  | 3 | 1 | 4 | Rit | 1 | 2 |  | 3 |  |  | 1 | 1 |  |  | 144   | 1º   |

| 1993 | Scuderia   | Vettura                   |    |  |     |  |   |   |     |   |  |     |    |     |  |  |  |  | Punti | Pos. |
| ---- | ---------- | ------------------------- | -- |  | --- |  | - | - | --- | - |  | --- | -- | --- |  |  |  |  | ----- | ---- |
| 1993 | Jolly Club | Lancia Delta HF Integrale | 14 |  | Rit |  | 4 | 2 | Rit | 4 |  | Rit | SQ | Rit |  |  |  |  | 35    | 8º   |

| 1994 | Scuderia                    | Vettura            |   |   |  |   |   |   |     |   |   |     |  |  |  |  |  |  | Punti | Pos. |
| ---- | --------------------------- | ------------------ | - | - |  | - | - | - | --- | - | - | --- |  |  |  |  |  |  | ----- | ---- |
| 1994 | 555 Subaru World Rally Team | Subaru Impreza 555 | 3 | 4 |  | 2 | 1 | 2 | Rit | 3 | 2 | Rit |  |  |  |  |  |  | 99    | 2º   |

| 1995 | Scuderia                    | Vettura            |   |     |   |   |  |     |   |   |  |  |  |  |  |  |  |  | Punti | Pos. |
| ---- | --------------------------- | ------------------ | - | --- | - | - |  | --- | - | - |  |  |  |  |  |  |  |  | ----- | ---- |
| 1995 | 555 Subaru World Rally Team | Subaru Impreza 555 | 1 | Rit | 1 | 4 |  | Rit | 1 | 2 |  |  |  |  |  |  |  |  | 85    | 2º   |

| 1996 | Scuderia          | Vettura                 |   |     |   |   |   |     |   |   |     |  |  |  |  |  |  |  | Punti | Pos. |
| ---- | ----------------- | ----------------------- | - | --- | - | - | - | --- | - | - | --- |  |  |  |  |  |  |  | ----- | ---- |
| 1996 | Ford Motor Co Ltd | Ford Escort RS Cosworth | 2 | Rit | 1 | 3 | 2 | Rit | 3 | 2 | Rit |  |  |  |  |  |  |  | 89    | 3º   |

| 1997 | Scuderia          | Vettura         |   |   |     |     |    |   |     |   |   |     |   |   |     |   |  |  | Punti | Pos. |
| ---- | ----------------- | --------------- | - | - | --- | --- | -- | - | --- | - | - | --- | - | - | --- | - |  |  | ----- | ---- |
| 1997 | Ford Motor Co Ltd | Ford Escort WRC | 2 | 2 | Rit | Rit | 10 | 2 | Rit | 1 | 2 | Rit | 1 | 4 | Rit | 3 |  |  | 51    | 3º   |

| 1998 | Scuderia            | Vettura            |   |   |     |   |   |   |   |   |   |   |   |   |     |  |  |  | Punti | Pos. |
| ---- | ------------------- | ------------------ | - | - | --- | - | - | - | - | - | - | - | - | - | --- |  |  |  | ----- | ---- |
| 1998 | Toyota Castrol Team | Toyota Corolla WRC | 1 | 2 | Rit | 2 | 7 | 8 | 2 | 4 | 1 | 2 | 4 | 2 | Rit |  |  |  | 56    | 2º   |

| 1999 | Scuderia            | Vettura            |     |   |   |   |     |   |   |   |   |   |   |     |   |     |  |  | Punti | Pos. |
| ---- | ------------------- | ------------------ | --- | - | - | - | --- | - | - | - | - | - | - | --- | - | --- |  |  | ----- | ---- |
| 1999 | Toyota Castrol Team | Toyota Corolla WRC | Rit | 2 | 3 | 2 | Rit | 3 | 5 | 2 | 6 | 3 | 3 | Rit | 2 | Rit |  |  | 44    | 5º   |

| 2000 | Scuderia          | Vettura              |   |     |   |   |   |     |   |   |    |   |   |   |    |   |  |  | Punti | Pos. |
| ---- | ----------------- | -------------------- | - | --- | - | - | - | --- | - | - | -- | - | - | - | -- | - |  |  | ----- | ---- |
| 2000 | Ford Motor Co Ltd | Ford Focus RS WRC 00 | 2 | Rit | 4 | 3 | 3 | Rit | 2 | 3 | 14 | 1 | 3 | 5 | SQ | 4 |  |  | 46    | 3º   |

| 2001 | Scuderia          | Vettura              |   |   |   |   |   |   |     |     |   |   |   |     |   |     |  |  | Punti | Pos. |
| ---- | ----------------- | -------------------- | - | - | - | - | - | - | --- | --- | - | - | - | --- | - | --- |  |  | ----- | ---- |
| 2001 | Ford Motor Co Ltd | Ford Focus RS WRC 01 | 2 | 3 | 2 | 5 | 3 | 3 | Rit | Rit | 6 | 4 | 4 | Rit | 8 | Rit |  |  | 33    | 6º   |

| 2002 | Scuderia          | Vettura              |   |   |   |     |    |   |   |     |   |   |     |   |   |   |  |  | Punti | Pos. |
| ---- | ----------------- | -------------------- | - | - | - | --- | -- | - | - | --- | - | - | --- | - | - | - |  |  | ----- | ---- |
| 2002 | Ford Motor Co Ltd | Ford Focus RS WRC 02 | 3 | 3 | 6 | Rit | 11 | 1 | 3 | Rit | 4 | 8 | Rit | 4 | 4 | 3 |  |  | 36    | 3º   |

| 2003 | Scuderia      | Vettura           |   |   |   |    |   |   |   |   |   |   |   |   |   |     |  |  | Punti | Pos. |
| ---- | ------------- | ----------------- | - | - | - | -- | - | - | - | - | - | - | - | - | - | --- |  |  | ----- | ---- |
| 2003 | Citroën Total | Citroën Xsara WRC | 3 | 9 | 1 | 12 | 2 | 2 | 5 | 6 | 4 | 5 | 4 | 2 | 7 | Rit |  |  | 63    | 3º   |

| 2004 | Scuderia      | Vettura           |     |   |   |   |   |    |   |   |   |   |   |   |   |   |   |    | Punti | Pos. |
| ---- | ------------- | ----------------- | --- | - | - | - | - | -- | - | - | - | - | - | - | - | - | - | -- | ----- | ---- |
| 2004 | Citroën Total | Citroën Xsara WRC | Rit | 5 | 3 | 6 | 3 | 19 | 4 | 1 | 3 | 3 | 5 | 4 | 3 | 3 | 3 | NP | 73    | 4º   |

| 2005 | Scuderia      | Vettura           |  |  |  |  |  |  |   |   |  |  |  |  |  |  |  |  | Punti | Pos. |
| ---- | ------------- | ----------------- |  |  |  |  |  |  | - | - |  |  |  |  |  |  |  |  | ----- | ---- |
| 2005 | Citroën Total | Citroën Xsara WRC |  |  |  |  |  |  | 4 | 3 |  |  |  |  |  |  |  |  | 11    | 13º  |

| Legenda | 1º posto | 2º posto | 3º posto | A punti | Senza punti | Ritirato | Squalificato | NP=Non partito C=Gara cancellata | Apice=Power stage |

### Rally Dakar
| Anno | Classe | Scuderia                  | Vettura                      | Pos. | TV |
| ---- | ------ | ------------------------- | ---------------------------- | ---- | -- |
| 2006 | Auto   | Volkswagen Motorsport     | Volkswagen Race Touareg 2    | 11º  | 4  |
| 2007 | Auto   | Volkswagen Motorsport     | Volkswagen Race Touareg 2    | 9º   | 5  |
| 2009 | Auto   | Volkswagen Motorsport     | Volkswagen Race Touareg 2    | Rit  | 6  |
| 2010 | Auto   | Volkswagen Motorsport     | Volkswagen Race Touareg 2    | 1º   | 2  |
| 2011 | Auto   | Volkswagen Motorsport     | Volkswagen Race Touareg 3    | 3º   | 7  |
| 2013 | Auto   | Qatar Red Bull Rally Team | Demon Jefferies Buggy        | Rit  | 1  |
| 2014 | Auto   | SMG-Red Bull Rally Team   | SMG Dakar                    | Rit  | 2  |
| 2015 | Auto   | Team Peugeot Total        | Peugeot 2008 DKR             | Rit  | 0  |
| 2016 | Auto   | Team Peugeot Total        | Peugeot 2008 DKR             | Rit  | 2  |
| 2017 | Auto   | Team Peugeot Total        | Peugeot 3008 DKR             | Rit  | 0  |
| 2018 | Auto   | Team Peugeot Total        | Peugeot 3008 DKR Maxi        | 1º   | 2  |
| 2019 | Auto   | X-raid Mini JCW Team      | Mini John Cooper Works Buggy | 13º  | 1  |
| 2020 | Auto   | Bahrain JCW X-raid Team   | Mini John Cooper Works Buggy | 1º   | 2  |
| 2021 | Auto   | X-raid Mini JCW Team      | Mini John Cooper Works Buggy | 3º   | 3  |
| 2022 | Auto   | Team Audi Sport           | Audi RS Q e-tron             | 12º  | 2  |
| 2023 | Auto   | Team Audi Sport           | Audi RS Q e-tron             | Rit  | 1  |
| 2024 | Auto   | Team Audi Sport           | Audi RS Q e-tron             | 1º   | 0  |
| 2025 | Auto   | M-Sport Ford              | Ford Raptor T1+              | Rit  | 0  |

### Campionato del mondo rally-raid
| Anno | Scuderia             | Vettura                           | 1       | 2   | 3      | 4   | 5      | Pos. | Punti |
| ---- | -------------------- | --------------------------------- | ------- | --- | ------ | --- | ------ | ---- | ----- |
| 2022 | Team Audi Sport      | Audi RS Q e-tron                  | DAK 12  | ABU | MAR    | AND |        | NC   | 0     |
| 2023 | Team Audi Sport      | Audi RS Q e-tron                  | DAK Rit | ABU | SON    | DES | MAR 12 | 21°  | 11    |
| 2024 | Team Audi Sport      | Audi RS Q e-tron E2               | DAK 1   | ABU |        |     |        | 5º   | 100   |
| 2024 | X-Raid Mini JCW Team | Mini John Cooper Works Rally Plus |         |     | ULT 4  | DES | MAR    | 5º   | 100   |
| 2025 | M-Sport Ford         | Ford Raptor T1+                   | DAK Rit | ABU | SUD 49 | ULT | MAR    |      | 28    |

### Extreme E
| Anno | Squadra       | Vettura          | 1       | 2       | 3       | 4       | 5       | 6       | 7       | 8       | 9       | 10      | Pos. | Punti |
| ---- | ------------- | ---------------- | ------- | ------- | ------- | ------- | ------- | ------- | ------- | ------- | ------- | ------- | ---- | ----- |
| 2021 | Sainz XE Team | Spark Odyssey 21 | DES Q 2 | DES G 4 | OCE Q 9 | OCE G 8 | ART Q 6 | ART G 3 | ISO Q 4 | ISO G 7 | GIU Q 3 | GIU G 5 | 5º   | 90    |

## Titoli conquistati

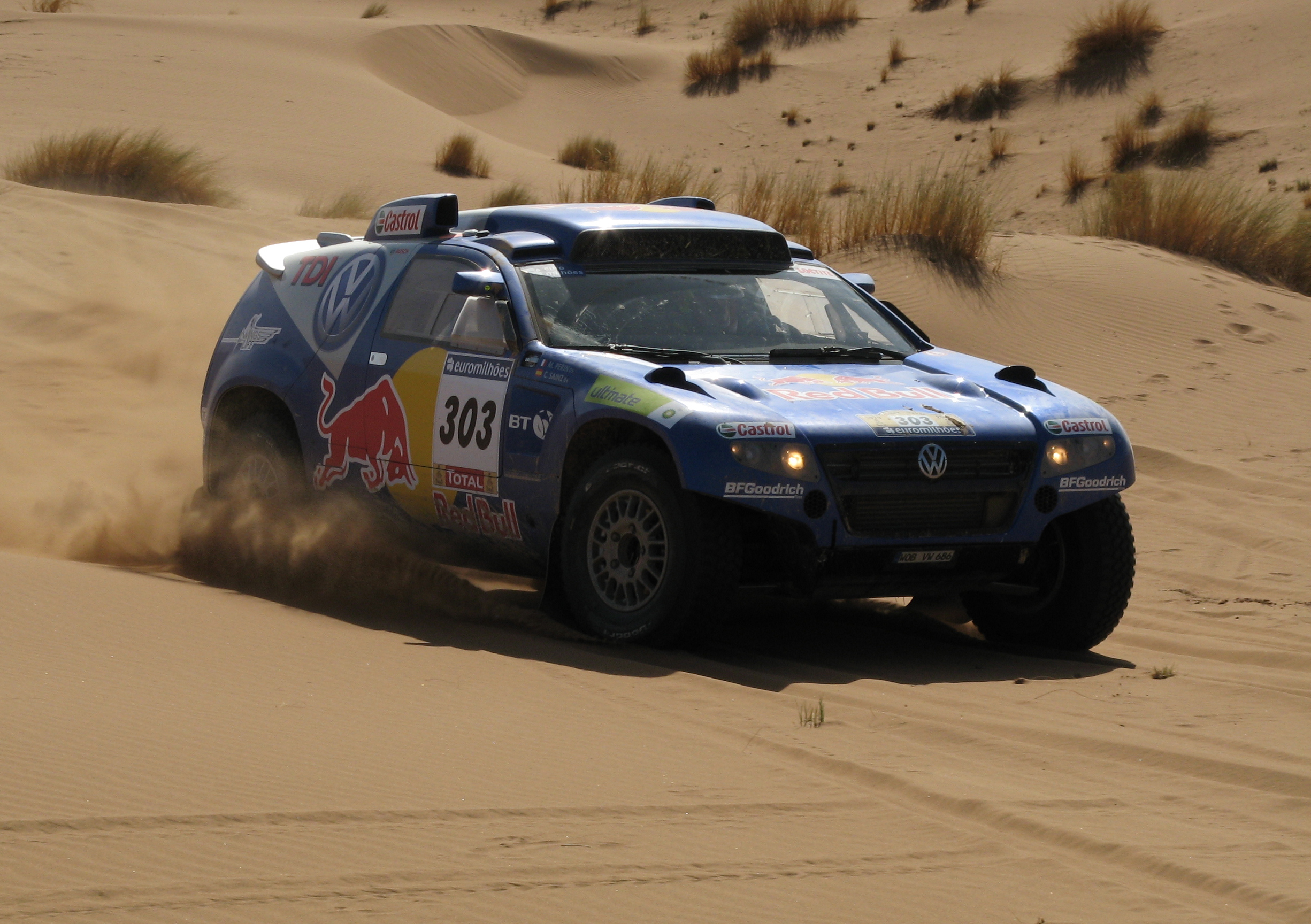
Sainz su Volkswagen Race Touareg al Rally Dakar 2007

| stagione | Titolo                                | Vettura                       |
| -------- | ------------------------------------- | ----------------------------- |
| 1987     | Campione spagnolo di rally            | Ford Sierra RS Cosworth       |
| 1988     | Campione spagnolo di rally            | Ford Sierra RS Cosworth       |
| 1990     | Asia-Pacific Rally Champion           | Toyota Celica GT-Four ST165   |
| 1990     | World Rally Champion                  | Toyota Celica GT-Four ST165   |
| 1992     | World Rally Champion                  | Toyota Celica Turbo 4WD ST185 |
| 1997     | Champion of Champions                 | Varie                         |
| 2007     | FIA Cross-Country Rally World Cup     | Volkswagen Race Touareg       |
| 2010     | Rally Dakar 2010 Vittoria tra le auto | Volkswagen Race Touareg       |
| 2018     | Rally Dakar 2018 Vittoria tra le auto | Peugeot 3008 DKR              |
| 2020     | Rally Dakar 2020 Vittoria tra le auto | Mini (1959)                   |
| 2024     | Rally Dakar 2024 Vittoria tra le auto | Audi RS Q e-tron              |

## Le vittorie nel WRC
Carlos Sainz, in totale ha collezionato 196 rally mondiali, con 26 vittorie (era un record, prima che venisse superato da Sébastien Loeb), 97 podi e 756 prove speciali vinte. L'ultima gara disputata è stata il Rally dell'Acropoli (Grecia) 2005 (ha corso al posto del giovane Duval messo a riposo dal team dopo una lunga serie di errori) dove è riuscito a salire ancora una volta sul podio, mentre nel 2004 ha ottenuto la sua ultima vittoria nel Rally d'Argentina.
È stato uno dei piloti che hanno fatto la storia dei Rally degli anni 90, sempre competitivo su ogni fondo e su ogni vettura, dai gruppi B alle moderne WRC. In particolare grazie alla sua costanza di rendimento ed alla capacità di sviluppo delle vetture lavorando in maniera eccellente con gli ingegneri e i tecnici delle diverse squadre.
| #  | Evento                                              | Stagione | Co-pilota  | Vettura                 |
| -- | --------------------------------------------------- | -------- | ---------- | ----------------------- |
| 1  | 37th Acropolis Rally                                | 1990     | Luis Moya  | Toyota Celica GT-Four   |
| 2  | 20th Rothmans Rally of New Zealand                  | 1990     | Luis Moya  | Toyota Celica GT-Four   |
| 3  | 40th 1000 Lakes Rally                               | 1990     | Luis Moya  | Toyota Celica GT-Four   |
| 4  | 46th Lombard RAC Rally                              | 1990     | Luis Moya  | Toyota Celica GT-Four   |
| 5  | 59ème Rallye Automobile de Monte-Carlo              | 1991     | Luis Moya  | Toyota Celica GT-Four   |
| 6  | 25º Rallye de Portugal                              | 1991     | Luis Moya  | Toyota Celica GT-Four   |
| 7  | 35ème Tour de Corse - Rallye de France              | 1991     | Luis Moya  | Toyota Celica GT-Four   |
| 8  | 21nd Rothmans Rally of New Zealand                  | 1991     | Luis Moya  | Toyota Celica GT-Four   |
| 9  | 11º Rally Argentina                                 | 1991     | Luis Moya  | Toyota Celica GT-Four   |
| 10 | 40th Martini Safari Rally Kenya                     | 1992     | Luis Moya  | Toyota Celica Turbo 4WD |
| 11 | 22nd Rothmans Rally of New Zealand                  | 1992     | Luis Moya  | Toyota Celica Turbo 4WD |
| 12 | 28º Rallye Catalunya-Costa Brava (Rallye de España) | 1992     | Luis Moya  | Toyota Celica Turbo 4WD |
| 13 | 48th Lombard RAC Rally                              | 1992     | Luis Moya  | Toyota Celica Turbo 4WD |
| 14 | 41st Acropolis Rally                                | 1994     | Luis Moya  | Subaru Impreza 555      |
| 15 | 63ème Rallye Automobile de Monte-Carlo              | 1995     | Luis Moya  | Subaru Impreza 555      |
| 16 | 29º TAP Rallye de Portugal                          | 1995     | Luis Moya  | Subaru Impreza 555      |
| 17 | 31º Rallye Catalunya-Costa Brava (Rallye de España) | 1995     | Luis Moya  | Subaru Impreza 555      |
| 18 | 21st Bank Utama Rally Indonesia                     | 1996     | Luis Moya  | Ford Escort RS Cosworth |
| 19 | 44th Acropolis Rally of Greece                      | 1997     | Luis Moya  | Ford Escort WRC         |
| 20 | 22nd Rally Indonesia                                | 1997     | Luis Moya  | Ford Escort WRC         |
| 21 | 66ème Rallye Automobile de Monte-Carlo              | 1998     | Luis Moya  | Toyota Corolla WRC      |
| 22 | 28th Rally New Zealand                              | 1998     | Luis Moya  | Toyota Corolla WRC      |
| 23 | 28th Cyprus Rally                                   | 2000     | Luis Moya  | Ford Focus WRC          |
| 24 | 22º Rally Argentina                                 | 2002     | Luis Moya  | Ford Focus WRC          |
| 25 | 4th Rally of Turkey                                 | 2003     | Marc Martí | Citroën Xsara WRC       |
| 26 | 24º Rally Argentina                                 | 2004     | Marc Martí | Citroën Xsara WRC       |